# Borgo San Dalmazzo
Borgo San Dalmazzo (; Ël Borgh San Dalmass o Ël Borgh in piemontese, Lo Borg o Ou Bourc in occitano) è un comune italiano di 12 587 abitanti della provincia di Cuneo in Piemonte.
Anticamente denominato Pedona, deve il suo nome a Dalmazzo, evangelizzatore del III secolo e.v. in seguito canonizzato dalla Chiesa cattolica; la prima menzione come Burgum Sancti Dalmatii risale al XII secolo.
È storicamente uno dei poli italiani dell'allevamento di lumache a scopo alimentare.
Fece parte della Comunità montana Valle Stura fino al suo scioglimento; dal 2022 fa parte dell'omonima Unione montana.

## Geografia fisica
Il comune è situato a sud-ovest di Cuneo e si estende sull'altipiano delimitato dagli alvei dei fiumi Stura di Demonte (a nord) e Gesso (a sud).
Il centro storico è situato ai piedi della collina di Monserrato, all'altezza della confluenza tra i torrenti Gesso e Vermenagna, rispetto ai quali si trova sulla sinistra orografica, mentre si trova invece sulla destra orografica della Stura di Demonte.
Il territorio comunale ha un'altitudine media di 636 m s.l.m.; il punto più elevato è il Monte Croce, culminante a 1268 m s.l.m.

## Geografia antropica
I centri storici di Cuneo e Borgo San Dalmazzo distano l'uno dall'altro 8 km in linea d'aria, ma la rispettiva espansione urbana fa sì che non ci sia soluzione di continuità tra gli abitati.
Ne risulta che i quartieri borgarini di Borgo Nuovo (anche detto Gesù Lavoratore, dal titolo della locale chiesa parrocchiale), Martinetto del Rame e Borgomercato costituiscono per molti aspetti delle vere e proprie appendici periferiche di Cuneo.
Complice l'escursione altimetrica di oltre 700 m, il territorio borgarino non è ugualmente antropizzato: alcune frazioni (quali Sant'Antonio Aradolo, ubicata a 1040 m s.l.m., e Madonna Bruna) si trovano in zona montana e sono marcatamente separate dall'agglomerato urbano principale.

## Storia

### Periodo romano e preromano
Prima del 600 a.e.v. la zona su cui sorge la località era abitata da una popolazione indigena comunemente detta "ligure".
Si riscontrano tracce di questa popolazione all’interno di alcune grotte, dove sono rimasti alcuni graffiti riguardanti i culti religiosi.
La regione fu probabilmente oggetto di un’invasione da parte di popolazioni etrusche. Tra il 600 e il 450 a.e.v. giunsero sul territorio invasori fenici e greci, celti e germanici.
Alcuni di questi invasori, non riuscendo a vincere le resistenze locali, proseguirono la loro migrazione verso la penisola iberica, altri gruppi si stabilirono nel territorio.
Nel IV secolo giunsero dalla regione transalpina gruppi di galli: a tale periodo risale probabilmente la fondazione del nucleo originario di Pedona.
L’area entrò nella sfera d'influenza romana nel 173 a.e.v., quando Popilio Lenate sconfisse i Liguri montani.
Di tale periodo esistono scarse testimonianze scritte.
Le popolazioni furono completamente sottomesse da Augusto nel 14 a.e.v. e Pedona divenne quindi un oppidum romano.
Al villaggio fu in realtà attribuito il nome di Peda, in seguito Pedona nel V-VI secolo.
Il centro acquisì importanza sotto Caligola, il quale istituì un sistema doganale in Gallia Cisalpina.
A Pedona erano riscossi i pedaggi di chi voleva attraversare la linea di confine tra Italia e Gallia. Pedona divenne municipio e ricevette la cittadinanza romana.
Nel III secolo la zona fu interessata da una forte diffusione del cristianesimo: Pedona divenne meta di pellegrinaggi dopo la predicazione di Dalmazzo che, secondo la tradizione cristiana, fu martirizzato il 5 dicembre 254 sulle rive del torrente Vermenagna nel territorio poi divenuto parte del comune di Roccavione: nei giorni successivi alla sua morte, sempre secondo la tradizione, il suo corpo (conteso tra gli abitanti di diverse località) fu caricato su un carro tirato da buoi e sepolto nella località in cui si diressero gli animali, che fu appunto Pedona.

### Secoli V, VI, e VII
All'inizio del V secolo fu costruita una prima chiesa sul luogo dove sorgeva la tomba di san Dalmazzo, la cui navata fu poco dopo ampliata da Valeriano, vescovo di Cimiez, da cui dipendeva la regione. A questo periodo risalgono anche alcuni documenti scritti riguardanti la vita del santo. I lavori di abbellimento della chiesa (primo nucleo della futura abbazia) furono proseguiti agli inizi del VI secolo da un certo Benedetto, governatore della città, e dal suo successore Ferreolo. La lettera che Cassiodoro scrisse a quest'ultimo contiene per la prima volta il nome Pedona. Con questa lettera, Teodorico concesse la regia tuitio ai figli di Benedetto. Nel VI secolo l'area passò dal controllo bizantino a quello longobardo. Nel 600 e nel 615 Agilulfo e Teodolinda donano alcuni territori all'abbazia di Borgo, che nel frattempo è diventata un importante monastero e ha accresciuto il suo potere. I due sovrani intendevano utilizzarla come strumento di controllo.

### Età longobarda e carolingia
Lo stabilirsi dell'Ordine di San Benedetto a Pedona fu per questo paese un avvenimento di grande importanza. Un convento benedettino, infatti, pensava e provvedeva a ogni ramo di attività ed a ogni necessità locale. Il monastero di Pedona fu uno dei più antichi del Piemonte. I monaci durante l'epoca longobarda e carolingia acquistarono le proprietà fondiarie in varie località limitrofe e diffusero in questo modo il culto di Dalmazzo di Pedona. In questo periodo cessò l'antica disciplina di conservare intatte le reliquie dei martiri, senza distribuirle qua e là nelle varie chiese. Cominciò quindi la pietosa caccia al questi sacri pegni tra cui figuravano le ossa di san Dalmazzo e quelle dei suoi compagni (la prima reliquia del santo è forse un osso del braccio conservato nella cattedrale di Ivrea).
È bene sottolineare come i santuari sorti nel loro nome indichino non il luogo del martirio, ma il luogo dove furono trasferite le loro spoglie. La situazione ecclesiastica della regione si modificò ai tempi di Ariperto II il quale restituì al papa Giovanni VII gran parte del Patrimonio assorbito e fatto scomparire a seguito della devastazione di Rotari. Certamente tale restituzione non fu un semplice ritorno allo status quo, e di fatto i possedimenti non tornarono nelle loro unità amministrative. I Longobardi avevano introdotto un nuovo regime, diverso dall'antico massericio, a base di allodii. Uno dei motivi per cui la restituzione non poté essere integrale fu che molte proprietà erano passate in mano di terzi. Il papa disponeva ora di un nuovo organismo per dirigere proprietà fondiarie: l’ordine monastico dei benedettini. Fu in questo periodo che molti monasteri tra cui quello di Pedona vennero restaurati.

### L'invasione saracena
Nell'VIII secolo le coste della Provenza sono flagellate dalle incursioni dei Saraceni, che nel 889 edificarono la fortezza di Frassineto (La Garde Freinet). Essi scesero numerosi ed agguerriti nelle valli cuneesi, razziando uomini e distruggendo città ed abbazie.
Intorno al 904 e il 906 i Saraceni invasero per la prima volta Pedona provocando danni alla chiesa e all'abbazia. In seguito a questi attacchi Audace, il vescovo di Asti, fece trasferire le spoglie del santo a Quargnento per inaugurare la fiera e garantirle una maggiore affluenza.
Nel Planctum super Pedonam (Pianto sopra Pedona) un monaco dell'abbazia riportò il dolore e gli effetti dell’ascesa saracena sulla popolazione e sulla città di Pedona. Gli edifici crollarono, la popolazione fu ridotta in schiavitù, gli archivi e i documenti della zona vennero distrutti e i campi non vennero più coltivati. Inoltre le chiese furono spogliate delle loro ricchezze. I territori si erano talmente spopolati che i vescovi-conti, lasciata la spada con la quale avevano combattuto contro i Saraceni, furono costretti — cosa inaudita per degli ecclesiastici di alto rango — a lavorare la terra con le proprie braccia.
Intorno al X-XI sec. iniziò un lento processo di cacciata dei Saraceni la cui sconfitta definitiva avvenne nel 985 come reazione a seguito della cattura di san Maiolo. Le terre cuneesi vennero allora spartite tra i signori piemontesi e il monastero decadde, perdendo il suo potere. I pochi abitanti rimasti dell'agro pedonese si strinsero attorno alla chiesa ricostruita di San Dalmazzo, e a poco a poco formarono una nuova villa che, successivamente, prese il nome attuale di Borgo San Dalmazzo. Essa è spostata rispetto all'antico abitato che si trovava sui margini del fiume Stura mentre Borgo San Dalmazzo è vicino al fiume Gesso.

### Ricostruzione dell'abbazia
Il territorio circostante all'abbazia dal 1060 passò sotto al controllo della contessa Adelaide di Susa. Nel 1089 ella lo restituì a Ordine II, vescovo di Novara. Egli, nel 1150, fece risorgere e ricostruire l'abbazia in stile romanico, nel periodo di nascita dei primi Comuni. In questo tempo andò costituendosi anche il Comune di Borgo San Dalmazzo. Nel 1174 le spoglie del santo patrono della città ritornarono da Quargnento, dopo la minaccia degli abitanti di Borgo di non pagare le decime al vescovo, a meno che egli non avesse restituito il corpo di san Dalmazzo alla sua città di nascita.

### Dal Mille al XIII secolo
Il successore di Adelaide, Enrico IV, morì nel 1091, creando problemi di successione in tutto il Piemonte. Bonifacio del Vasto riuscì ad affermarsi e ad ereditare i territori di Enrico. Egli creò un potente dominio che si estendeva dal Po alle coste liguri. Alla sua morte, i figli succedettero nel dominio paterno assumendo il titolo di marchesi del Vasto. L'abate Ugone promosse la fondazione di Cuneo nel 1195 e ciò influenzò anche il Comune di Borgo. Quest'ultimo subì una forte battuta d'arresto due anni dopo quando fu incendiato a causa delle lotte tra Astigiani e Saluzzesi.
Nel 1216 Borgo San Dalmazzo risulta costituito a comune sotto la reggenza del podestà Anselmo Musso. Nel 1259 tutto il territorio cuneese cadde sotto il dominio degli Angiò. L'abate grazie ai rapporti con i signori d'Oltralpe riuscì a far riconoscere la sua signoria sul comune. Nel 1275 l'esercito angioino subì una tremenda disfatta, a seguito della battaglia fra le valli Gesso e Vermenagna proprio dove era caduto un millennio prima circa il martire san Dalmazzo e i comuni del territorio ricaddero sotto il potere del marchese di Saluzzo. Nel secolo successivo si alternarono numerosi abati, che guidarono spiritualmente la città. Tra i principali si possono ricordare Raimondo, Federico del Borgo, Enrico Brayda e Bernardo de la Garde. Un importante ruolo fu svolto anche dal castello, distrutto da Amedeo VIII e ricostruito per volere di Anna di Cipro.

### Il XIV e XV secolo
All'inizio del Trecento la zona ritornò sotto il dominio angioino. Dopo la morte di re Roberto, nel 19 gennaio 1343, salì al potere della contea del Piemonte la regina Giovanna, conosciuta per le sue disgrazie. Nel 13 novembre 1346 venne sconfitta a Pollenzo. Cuneo passò ai Savoia nel luglio del 1347, e nel 1348 evitò la rovina dopo la conquista da parte dei saluzzesi grazie ad una sentenza favorevole del vescovo di Forlì il 29 novembre. Il 15 maggio 1356 Borgo San Dalmazzo passò quindi a Tommaso II di Saluzzo, ma tornò a Giovanna qualche mese dopo. Seguirono poi anni di crisi e ribellioni. Nel 1365 arrivò nella contea Amedeo VI il Conte Verde che lasciò a Giovanna solo il castello di Roccasparvera e che infeudò Borgo e la valle Gesso al marchese Carlo di Ceva per cinquecento fiorini d'oro.
La piaga più dolorosa che coinvolse l'area alla fine del XIV fu legata alle compagnie di ventura. La più famigerata fu quella del conte Giovanni III d'Armagnac, che forte di 10.000 uomini passò il colle della Maddalena per raggiungere i signori italiani che l'avevano ingaggiata per contenere l'aggressività di Gian Galeazzo Visconti. La morte improvvisa del conte di Armagnac nel luglio del 1391 non risolse il problema poiché la compagnia si frazionò in bande minori che si misero al servizio dei signori locali e che vissero di rapine e di saccheggio
Nel 1423 il Signore della città, il conte Oddone di Ceva, dimora nell'antico castello eretto sulla Collina di Monserrato, distrutto poi dai Francesi, di cui è ancora possibile vedere alcuni resti. Anche la torre civica viene danneggiata ma è fatta restaurare da Emanuele Filiberto di Savoia, lo stesso che nel 1569 concesse poi l'istituzione di due fiere in occasione delle festività di San Giorgio e di San Dalmazzo (quest'ultima anche detta "Fiera Fredda" e dedicata specificamente all'elicicoltura).

### Il XX secolo
Durante la seconda guerra mondiale, dopo l'8 settembre 1943, un migliaio di profughi ebrei varcò il confine in una dura marcia attraverso le Alpi nella speranza di trovare rifugio in Italia. Ad attenderlo trovò però le SS tedesche che riuscirono a catturare 349 di quegli esuli, rinchiudendoli nell'ex-caserma degli Alpini a Borgo San Dalmazzo dalla quale furono deportati il 21 novembre 1943 verso Auschwitz (solo 19 di essi sopravvivranno). La popolazione locale, sotto la guida del parroco don Raimondo Viale, si prodigò ad alleviare le sofferenze dei prigionieri durante il periodo di internamento nel paese, ma soprattutto dette rifugio alle centinaia di quelli che erano riusciti ad evitare la cattura, nascondendoli nella zona o aiutandoli a raggiungere luoghi sicuri, in collaborazione con la rete clandestina di aiuti DELASEM. Le persone salvate furono centinaia. Il 20 settembre 1998 una piazza del paese è stata intitolata a don Raimondo Viale, al quale nel 2000 è stata riconosciuta l'onorificenza di Giusto tra le nazioni dall'Istituto Yad Vashem di Gerusalemme..

Nel secondo dopoguerra Borgo San Dalmazzo ha conosciuto una considerevole espansione urbanistica: nel 1984, avendo superato la soglia dei 10 000 abitanti, ha ottenuto il titolo di città. La superficie urbanizzata è attualmente pari a circa 5 volte quella del 1945.

### Simboli

Stemma comunale

Lo stemma comunale, concesso con decreto del presidente della Repubblica del 17 ottobre 1995, presenta la seguente blasonatura:

Gonfalone in uso fino al 1995

Il gonfalone, concesso nella medesima data, è costituito da un drappo rosso ornato con ricami d'argento e caricato della suddetta arma. Esso ha sostituito il vessillo precedentemente in uso, di colore azzurrino e recante uno stemma che, oltre ai coronamenti istituzionali presentava una forma diversa (ancile anziché scudo francese moderno), un'elaborata cornice con due viverne a reggere lo scudo, una diversa posizione del motto (diviso in due liste uscenti ai lati della corona turrita) e un nastro argenteo anziché tricolore a serrare la corona di quercia e alloro.
In questi simboli, san Dalmazzo viene rappresentato come un soldato romano della legione Tebea; tale iconografia è però probabilmente spuria, in quanto si fonda su una tradizione storiografica risalente in realtà al XVI secolo e dunque scarsamente attendibile..

## Monumenti e luoghi d'interesse

### Architetture religiose
- Chiesa parrocchiale di San Dalmazzo (XI secolo); già facente parte dell'abbazia di San Dalmazzo di Pedona, fondata in epoca longobarda[14]. Dopo decenni di progetti, mai realizzati per mancanza di fondi, è stata infine restaurata in occasione del Giubileo del 2000 rendendo visitabili le parti più antiche e realizzando l'annesso Museo dell'Abbazia che viene gestito dall'Associazione "Pedo Dalmatia".
- Chiesa parrocchiale di Madonna Bruna, in frazione Madonna Bruna (Aradolo-La Bruna)
- Chiesa parrocchiale di Gesù Lavoratore (1970)
- Chiesa della Confraternita di San Giovanni Decollato
- Cappella di Sant'Anna o di Nostra Signora del Beale
- Cappella di San Rocco
- Cappella di San Magno
- Cappella di Santa Croce
- Santuario della Madonna di Monserrato
- Chiesa di Sant'Antonio, in frazione Sant'Antonio Aradolo
- Cappella Madonna della Neve, in frazione Beguda

### Architetture civili
- Torre civica
- Arco di San Dalmazzo

### Musei
Memoriale della Deportazione e Memo4345
Inaugurato nel 2006 presso la stazione ferroviaria, il complesso intende ricordare gli oltre 300 ebrei che, dopo essere stati internati nel locale campo di concentramento (istituito dopo l'8 settembre 1943 a seguito dell'armistizio di Cassibile), furono avviati su treni merci ai campi di sterminio di Auschwitz e Buchenwald. Il memoriale, situato a latere del fabbricato viaggiatori e al limitare del sedime ferroviario, consiste di una larga banchina in cemento armato (circondata da massi di dimensioni irregolari e da luci perimetrali) su cui sono applicate delle fasce di corten recanti i nomi di tutti i deportati, raggruppati per nucleo familiare e corredati da età e nazionalità; i nomi dei pochi sopravvissuti sono invece realizzati in forma di sculture verticali, ugualmente in metallo ossidato. Sul binario parallelo alla banchina sono sistemati alcuni carri merci d'epoca, della tipologia adottata per il trasporto dei deportati, alcuni dei quali sono accessibili al pubblico. Il percorso espositivo a carattere variabile Memo4345, allestito nella vicina chiesa sconsacrata di Sant’Anna (XVII secolo), completa il memoriale, proponendo vari cimeli e contenuti relativi al genocidio ebraico.
Museo dell'abbazia di Borgo san Dalmazzo
Inaugurato nel 2005, ripercorre l'ultramillenaria storia dell'abbazia di San Dalmazzo di Pedona attraverso un duplice percorso, sia museale che archeologico.

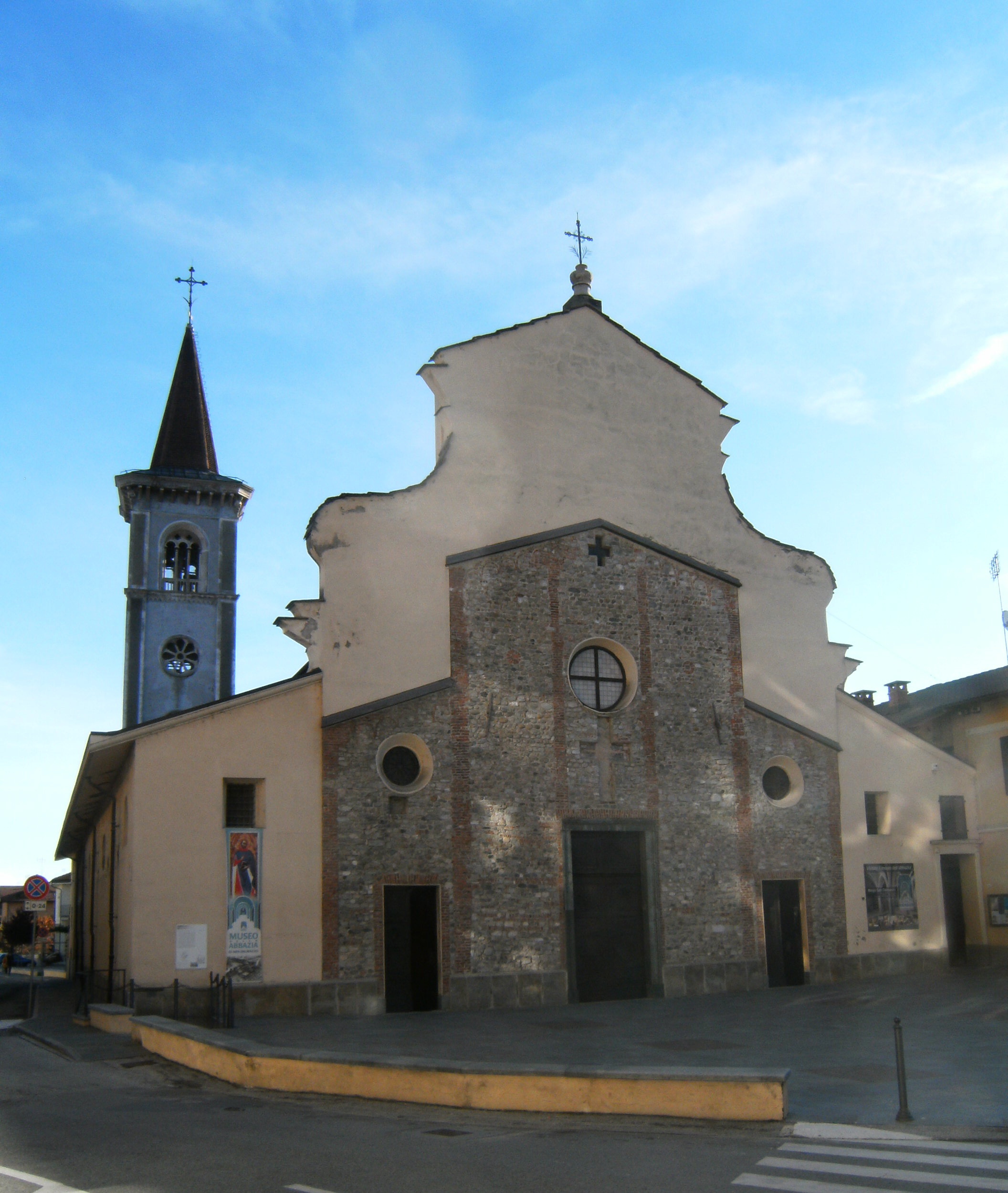
Chiesa parrocchiale di San Dalmazzo
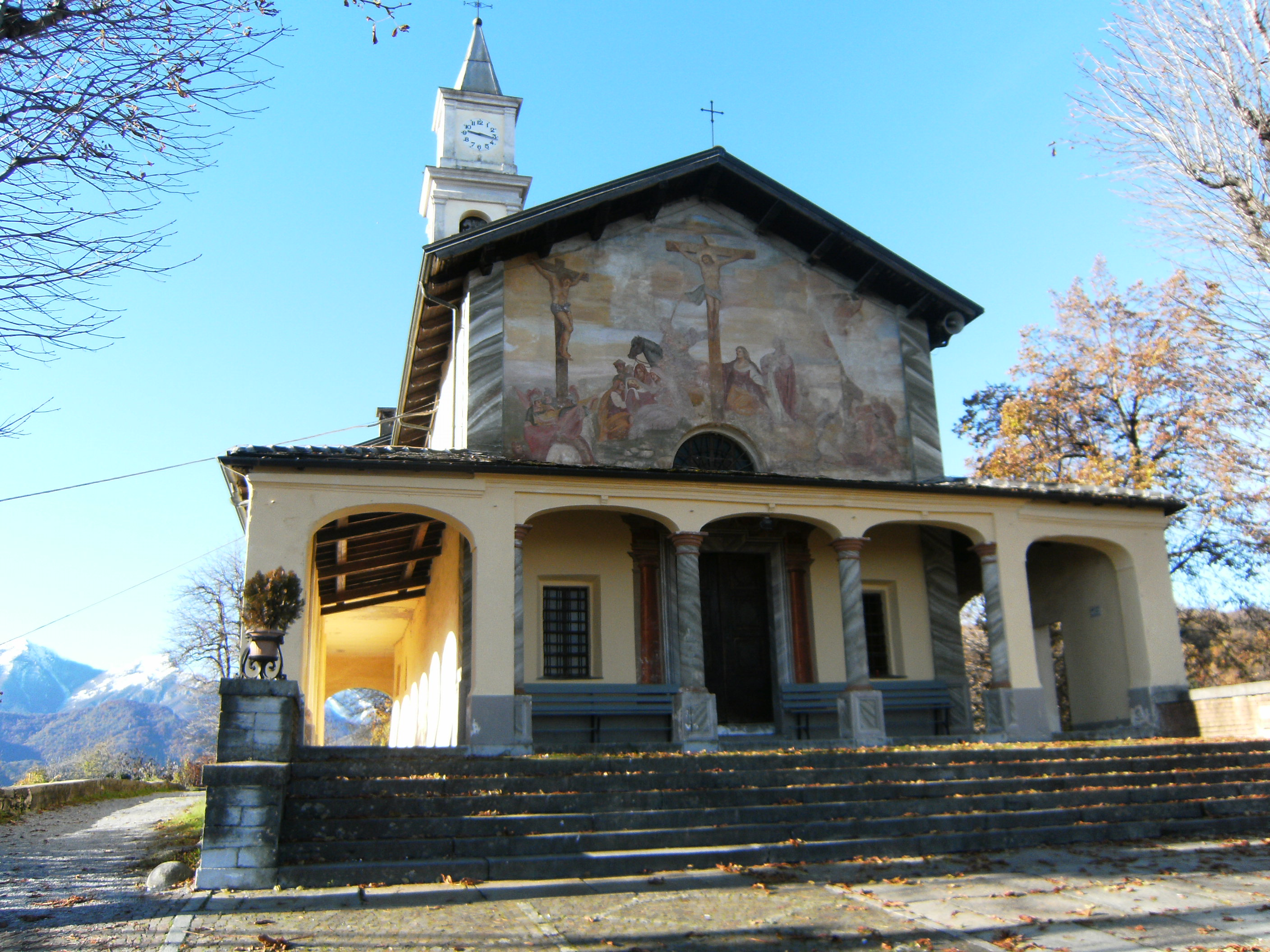
Santuario della Madonna di Monserrato
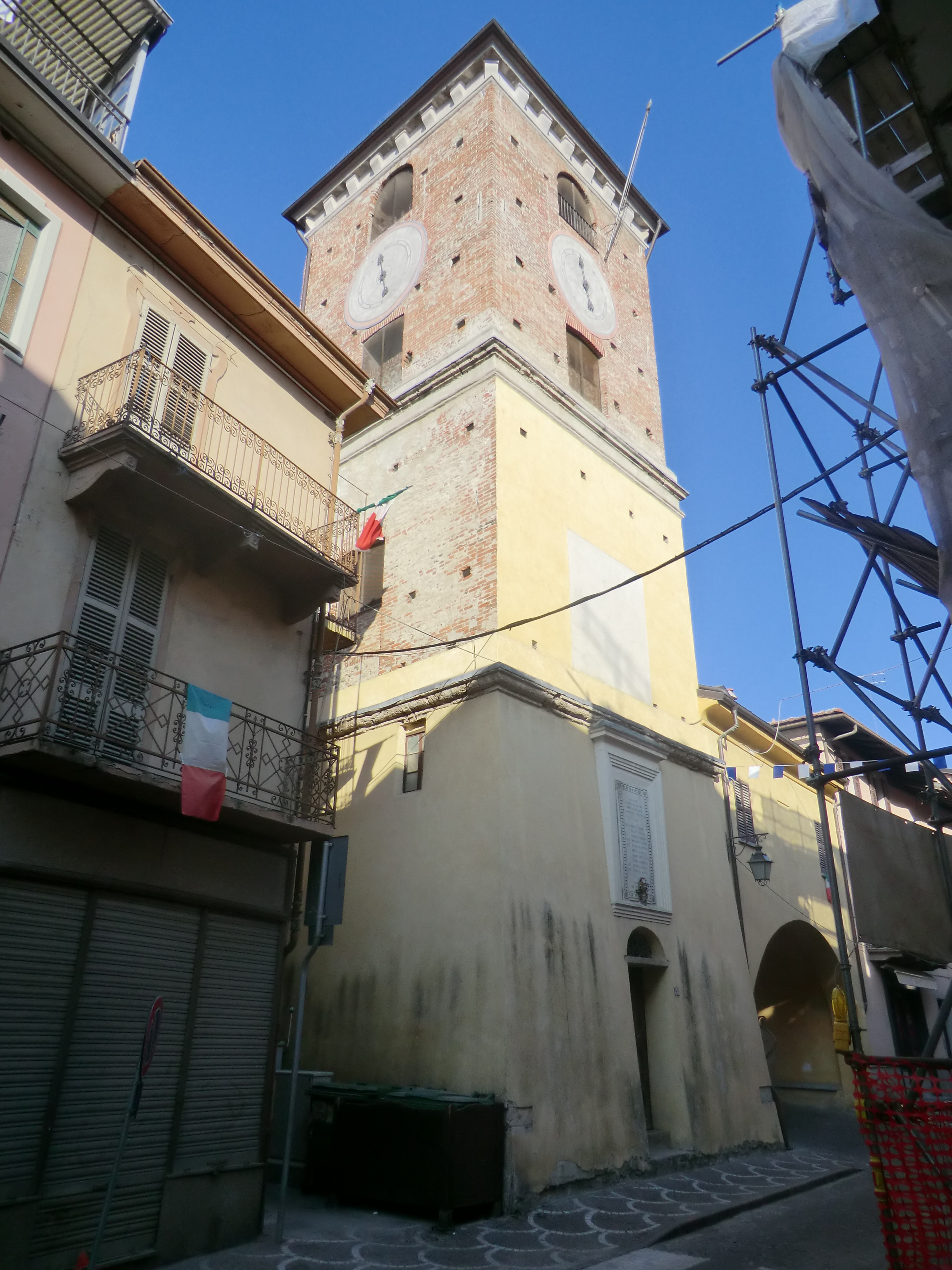
Torre civica nel centro storico
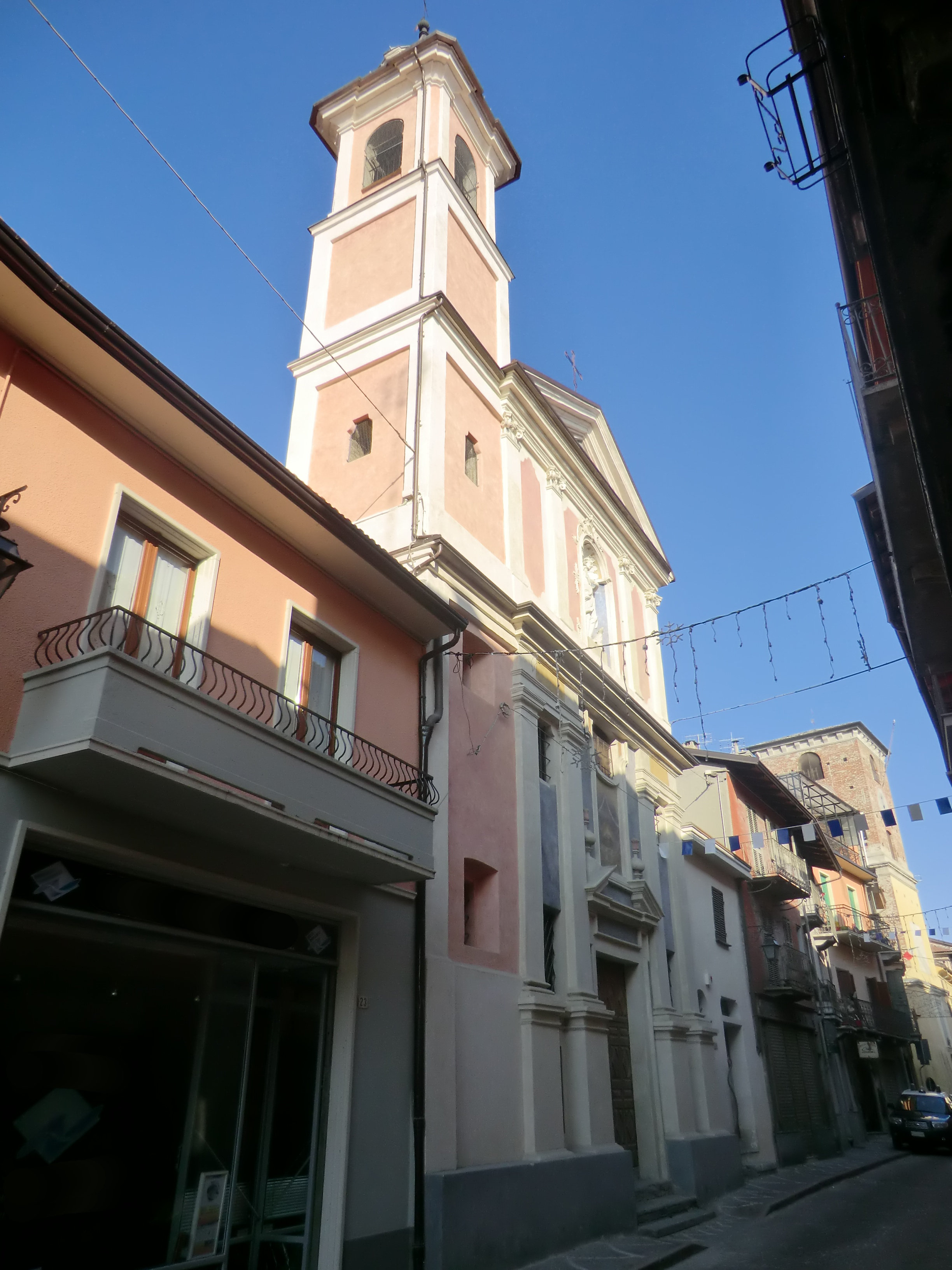
La Confraternita della Misericordia
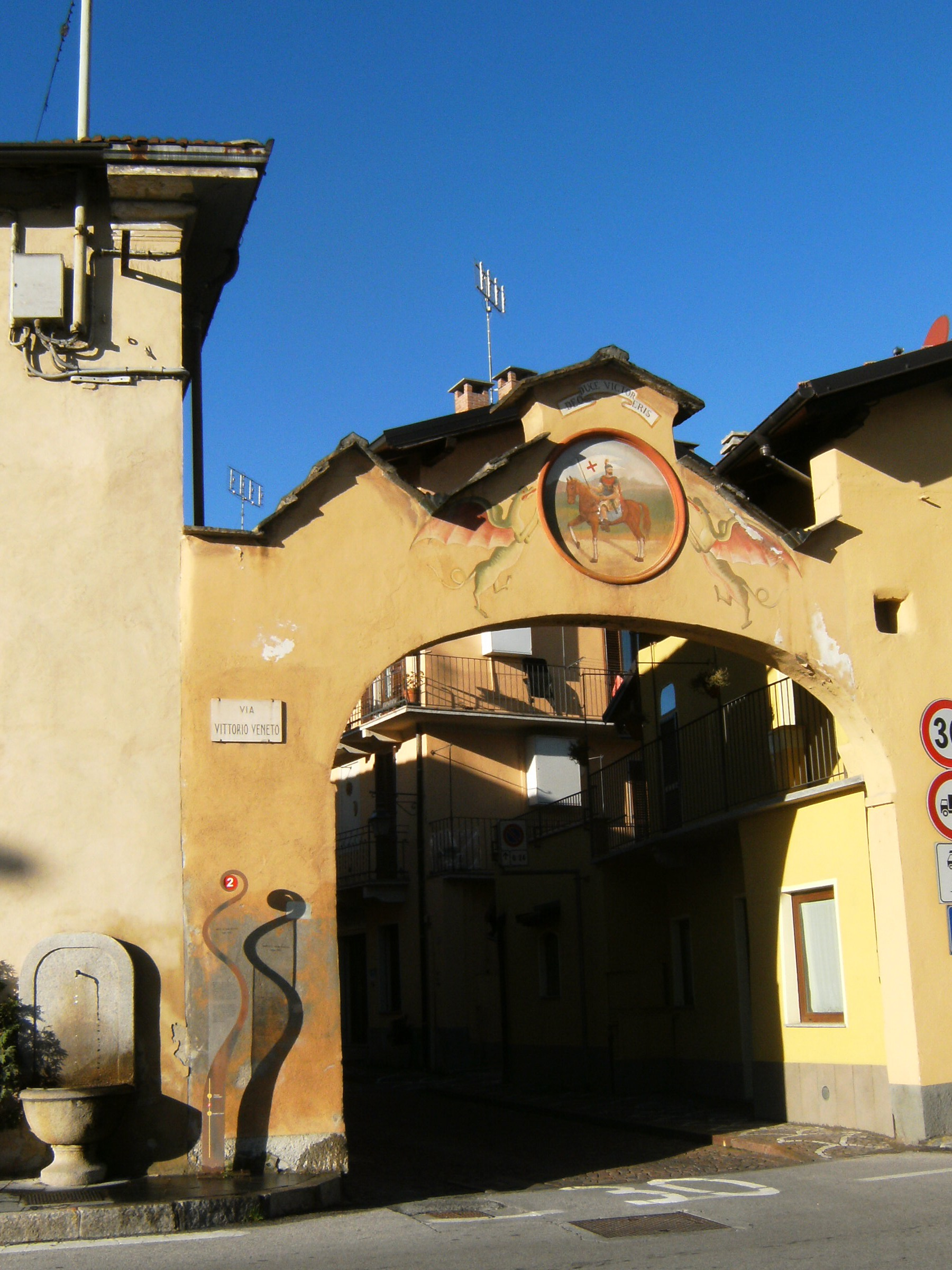
La "porta di Cuneo", ingresso principale al centro storico
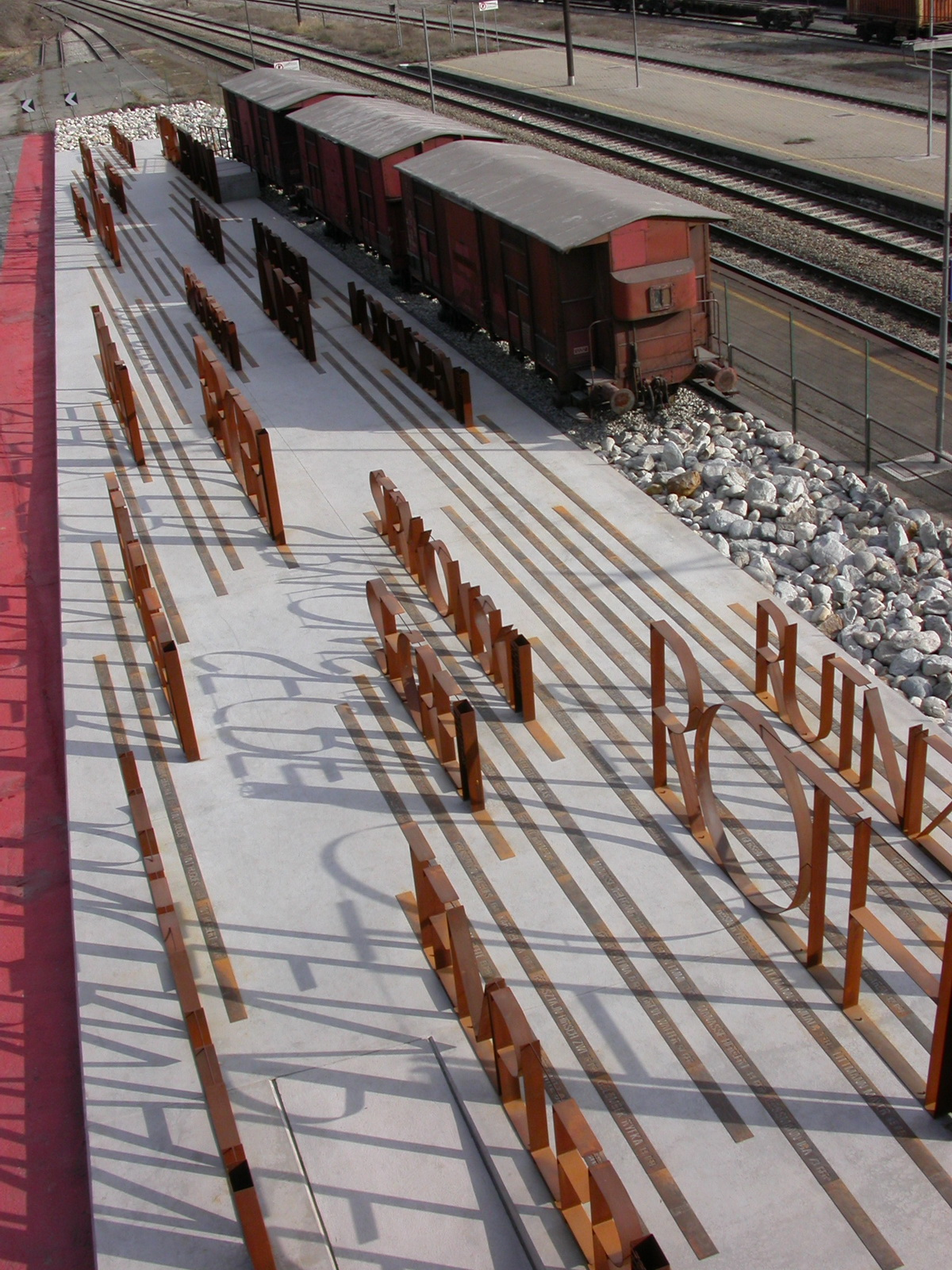
Il memoriale della deportazione presso la stazione ferroviaria

## Società

### Evoluzione demografica
Abitanti censiti

La crescita di popolazione riscontrabile a partire dalla metà degli anni 1960 è ascrivibile in larga parte al trasferimento di famiglie provenienti dalla circostanti vallate alpine, oppure stabilitesi a Borgo per lavorare nel limitrofo comune di Cuneo. Numerosa è anche la comunità di immigrati dalla Sardegna, che è composta da circa un migliaio di persone.

### Etnie e minoranze straniere
Secondo i dati Istat, al 31 dicembre 2017 i cittadini stranieri residenti a Borgo San Dalmazzo sono 1 059, così suddivisi per nazionalità, elencando per le presenze più significative:
1. Romania, 336
2. Albania, 184
3. Marocco, 133
4. Filippine, 46
5. Cina, 44
6. Repubblica Dominicana, 30
7. Kosovo, 23
8. Costa d'Avorio, 23
9. Tunisia, 20

## Cultura
Analogamente a vari comuni piemontesi, gli abitanti di Borgo San Dalmazzo hanno un soprannome in dialetto locale: Ij Tajagòrge (letteralmente "i tagliagole"). L'origine effettiva di tale soprannome è sconosciuta e finanche la traduzione è controversa: "gorgia" in occitano può infatti indicare anche un canale d'irrigazione scavato nella roccia, il che potrebbe ricollegarsi alla presenza di vari canali irrigui attraversanti il centro abitato borgarino, molti dei quali sono appunto scavati nelle rocce. In tale ottica tajagòrge potrebbe significare "intagliatore di canali".
Un'ulteriore teoria associa tale soprannome all'evento della decapitazione di San Dalmazzo, avvenuta in località Citeila.
La tradizione roccavionese invece associa al soprannome il significato di "tagliagrondaie", indicando con "gòrgia" il terminale di grondaia o il doccione da cui esce l'acqua. Tale spiegazione ha origine da una leggenda satirica secondo la quale anticamente i borgarini, per rendere morbido il loro burro congelato durante l'inverno, l'avessero messo a scaldare sui tetti delle proprie abitazioni, ottenendone lo scioglimento. Rammaricati e stupiti dall'accaduto, tagliarono l'ultima estremità delle grondaie per recuperarlo.

### Istruzione
A Borgo San Dalmazzo hanno sede sei plessi scolastici (suddivisi in 3 scuole dell'infanzia, 2 scuole primarie e 1 scuola secondaria di primo grado), unificati in un unico istituto comprensivo dedicato all'ingegnere borgarino Sebastiano Grandis, uno degli artefici (insieme a Germain Sommeiller e Severino Grattoni) del traforo ferroviario del Frejus.

### Cucina
La specialità gastronomica peculiare della tradizione borgarina sono le lumache, da consumarsi preferibilmente in periodo invernale, quando si sono già spurgate ed opercolate per affrontare il letargo invernale. Tale prassi differenzia Borgo San Dalmazzo da altre località in cui si fa tradizionalmente consumo di questo animale, tra cui la vicina Cherasco. La tipologia di chiocciola allevata a Borgo è la Helix pomatia alpina.
La consuetudine dell'uso alimentare della chiocciola affonda le sue origini all'epoca romana, ove la lumaca era considerata una pietanza pregiata e costosa; nel Medioevo essa venne invece declassata a cibo povero, ma comunque sostanzioso, consumato preferibilmente in periodi di carestia o in Quaresima e nei periodi di digiuno religioso (non essendo ritenuta classificabile né come carne né tantomeno come pesce). La tradizione gastronomica legata alla chiocciola prese stabilmente piede nel XX secolo, con la diffusione degli allevamenti e dell'attività di elicicoltura.

### Eventi
La Fiera Fredda della lumaca, manifestazione dedicata all'elicicoltura e alla relativa gastronomia, è attestata circa dal 1536 e si tiene annualmente nella settimana del 5 dicembre, giorno del martirio di san Dalmazzo di Pedona.

## Infrastrutture e trasporti

### Strade
Nel comune confluiscono tre arterie stradali di primaria importanza nel sistema viario cuneese: la SS 21 (che inizia proprio da Borgo e percorre la Valle Stura di Demonte raggiungendo il confine francese al Colle della Maddalena), la SS 20 (che inizia da Torino e raggiunge il confine francese al Colle di Tenda dopo aver attraversato la Valle Vermenagna) e la strada provinciale della Valle Gesso.

### Tranvie
Tra il 1877 e il 1948 Borgo San Dalmazzo fu servita dalla tranvia Cuneo-Borgo San Dalmazzo-Demonte.

### Ferrovie
Il paese è servito da una propria stazione ferroviaria, ubicata sulla ferrovia Cuneo-Limone-Ventimiglia, gestita da RFI e ove fermano i treni regionali operati da Trenitalia. Tra il 1887 e il 1960 la stazione ebbe funzione di diramazione, essendo anche capolinea della dismessa ferrovia Cuneo-Boves-Borgo San Dalmazzo.

### Autobus
Il paese è servito da quattro linee automobilistiche extraurbane, esercite da varie società e gestite dal consorzio GrandaBus, concessionario del trasporto pubblico locale nella provincia cuneese. Esse collegano Borgo con i centri limitrofi di Cuneo, Boves, Brignola, Entracque, Roaschia, Roccavione, Valdieri, Vinadio e con la Valle Stura di Demonte. Vi sono poi linee esercite solo in periodo scolastico, che operano servizi da e per Dronero e Ronchi (Cuneo).

## Amministrazione
Si riporta di seguito l'elenco dei primi cittadini di Borgo San Dalmazzo dal secondo dopoguerra.

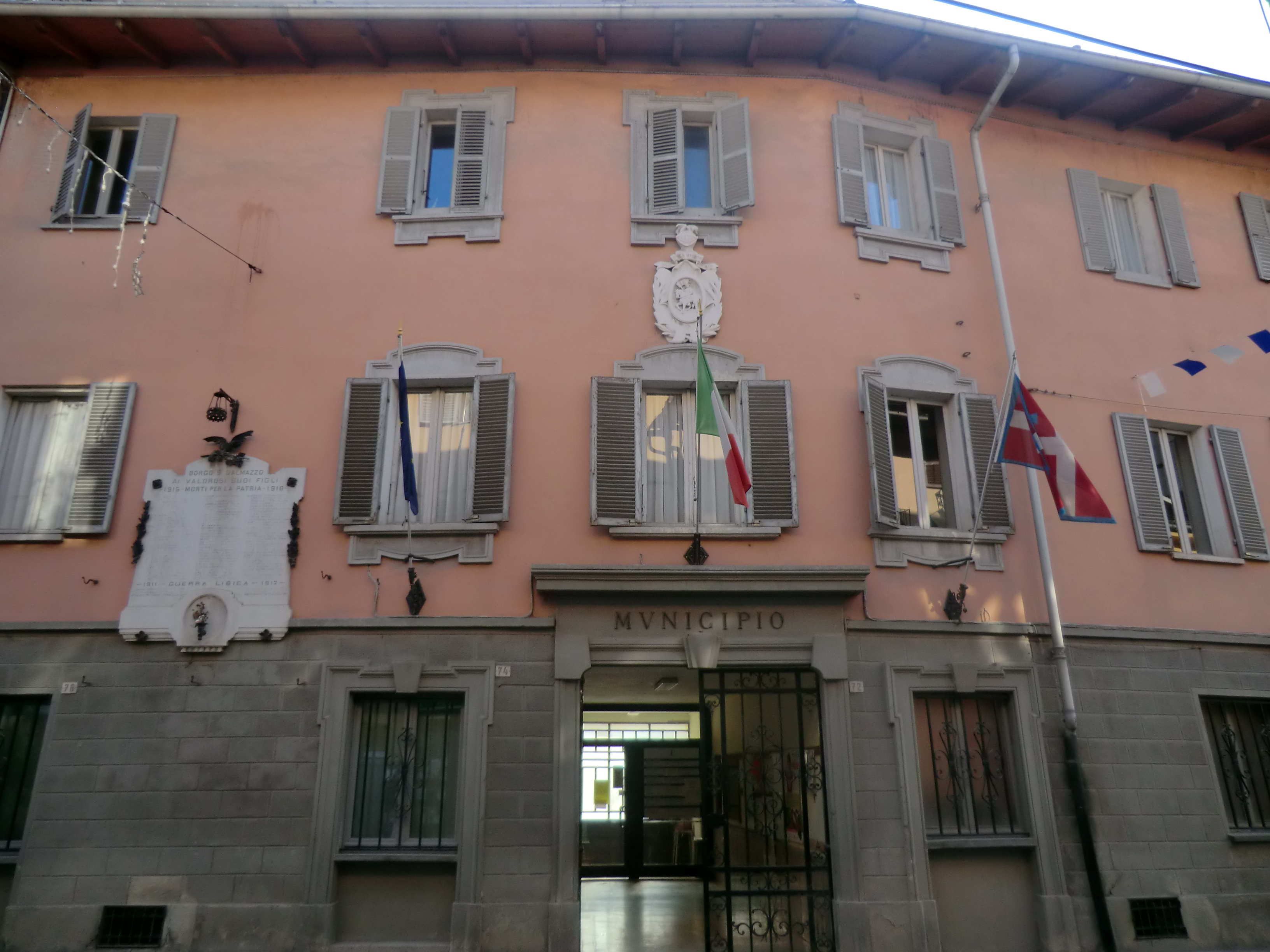
Il palazzo municipale

| Periodo           | Periodo           | Primo cittadino         | Partito                   | Carica                  | Note   |
| ----------------- | ----------------- | ----------------------- | ------------------------- | ----------------------- | ------ |
| 1º maggio 1945    | 29 aprile 1946    | Luigi Perona            |                           | Sindaco                 |        |
| 30 aprile 1946    | 1949              | Francesco Civalleri     | Lista civica              | Sindaco                 |        |
| 1949              | 1951              | Sebastiano Forneris     |                           | Sindaco                 |        |
| 1951              | 1956              | Michele Oggero          |                           | Sindaco                 |        |
| 1956              | 1970              | Dalmazzo Rosso          |                           | Sindaco                 |        |
| 1970              | 1971              | Giovanni Battista Viola |                           | Sindaco                 |        |
| 1971              | 1980              | Andrea Bonfiglio        | Democrazia Cristiana      | Sindaco                 |        |
| 1980              | 1982              | Giuseppe Rosso          | Democrazia Cristiana      | Sindaco                 |        |
| 1982              | 1985              | Marco Borgogno          | Partito Liberale Italiano | Sindaco                 |        |
| 1985              | 1986              | Angelo Beltramo         | Democrazia Cristiana      | Sindaco                 |        |
| 1986              | 1990              | Marco Borgogno          | Partito Liberale Italiano | Sindaco                 |        |
| 18 giugno 1990    | 22 settembre 1993 | Maurizio Zamprogna      | Centro                    | Sindaco                 | [ 22 ] |
| 22 settembre 1993 | 13 giugno 1994    | Mauro Lubatti           |                           | Commissario prefettizio | [ 23 ] |
| 13 giugno 1994    | 28 maggio 2002    | Marco Borgogno          | Centro                    | Sindaco                 | [ 24 ] |
| 28 maggio 2002    | 8 maggio 2012     | Pierpaolo Varrone       | Centro-sinistra           | Sindaco                 | [ 25 ] |
| 8 maggio 2012     | 13 giugno 2022    | Gianpaolo Beretta       | Centro                    | Sindaco                 | [ 26 ] |
| 13 giugno 2022    |                   | Roberta Robbione        | Centro                    | Sindaco                 |        |

### Gemellaggi
Borgo San Dalmazzo è gemellata con tre comuni non italiani:
- Breil-sur-Roya
- Concepción de La Vega, dal 2001
- Saint-Dalmas de Valdeblore

## Sport
Per quanto concerne il calcio, l'attività in ambito locale è svolta dal Pedona: fondato nel 1947 come società polisportiva (attiva anche nel ciclismo su strada), si è poi evoluta in semplice società calcistica. Nella sua storia ha sempre militato nelle categorie regionali piemontesi/valdostane.
Nel 1999 Borgo San Dalmazzo ha ospitato l'arrivo della 14ª tappa dell'82º Giro d'Italia, vinta da Paolo Savoldelli.
A Borgo San Dalmazzo ha avuto sede dal 1999 al 2009 il Pedona Rugby, avente al suo attivo alcune partecipazioni al campionato di Serie C. Dal 2010 la società si è trasferita a Cuneo.